# Sauerländer Schützenbund
Der Sauerländer Schützenbund (SSB) ist der Dachverband aller Schützenvereine und -bruderschaften im Sauerland in Nordrhein-Westfalen.

## Geschichte
Den ersten Schritt zum Zusammenschluss der Schützenvereine, -gesellschaften, -gemeinschaften und -bruderschaften machte 1923 der Kreis Olpe mit der Gründung des Schützenbundes für den Kreis Olpe. Dies war der Anlass, um zwischen den Vorständen des Schützenbundes für den Kreis Olpe und dem Sauerländer Heimatbund enge Kontakte zur Bündelung heimatlicher, sauerländischer Interessen zu knüpfen.
Nach etlichen Gesprächen kam es dann am 15. Dezember 1929 im Gasthof Zur Post in Wenholthausen zur Gründung des Sauerländer Schützenbundes, kurz SSB genannt. Ihm traten die Kreisschützenbünde Arnsberg, Brilon und Olpe als Mitglieder bei. 1930 folgte der Kreisschützenbund Meschede und 1934 der Kreisschützenbund Lippstadt.
1937 wurden alle Schützenvereine und -verbände dem deutschen Schützenverband im Reichsbund für Leibesübungen unterstellt, verloren ihre Eigenständigkeit, wurden gleichgeschaltet und in das nationalsozialistische Staatswesen eingegliedert. Während des Zweiten Weltkrieges kamen die Vereins- und Verbandsaktivitäten zum Erliegen und wurden nach dem Krieg, bis Ende der 1940er Jahre, von den Besatzungsmächten gänzlich verboten.
Erst allmählich normalisierte sich das Vereinsleben und am 18. November 1953 kam es in Meschede zur Wiedergründung des Sauerländer Schützenbundes. Ihm gehörten zunächst die Kreisschützenbünde Arnsberg, Brilon und Meschede an. Olpe und Lippstadt kamen 1955 hinzu, Iserlohn 1963 und Soest 1971. Heute gehören dem SSB 347 Mitgliedsvereine mit ca. 140.000 Mitgliedern an.

## Aufgaben

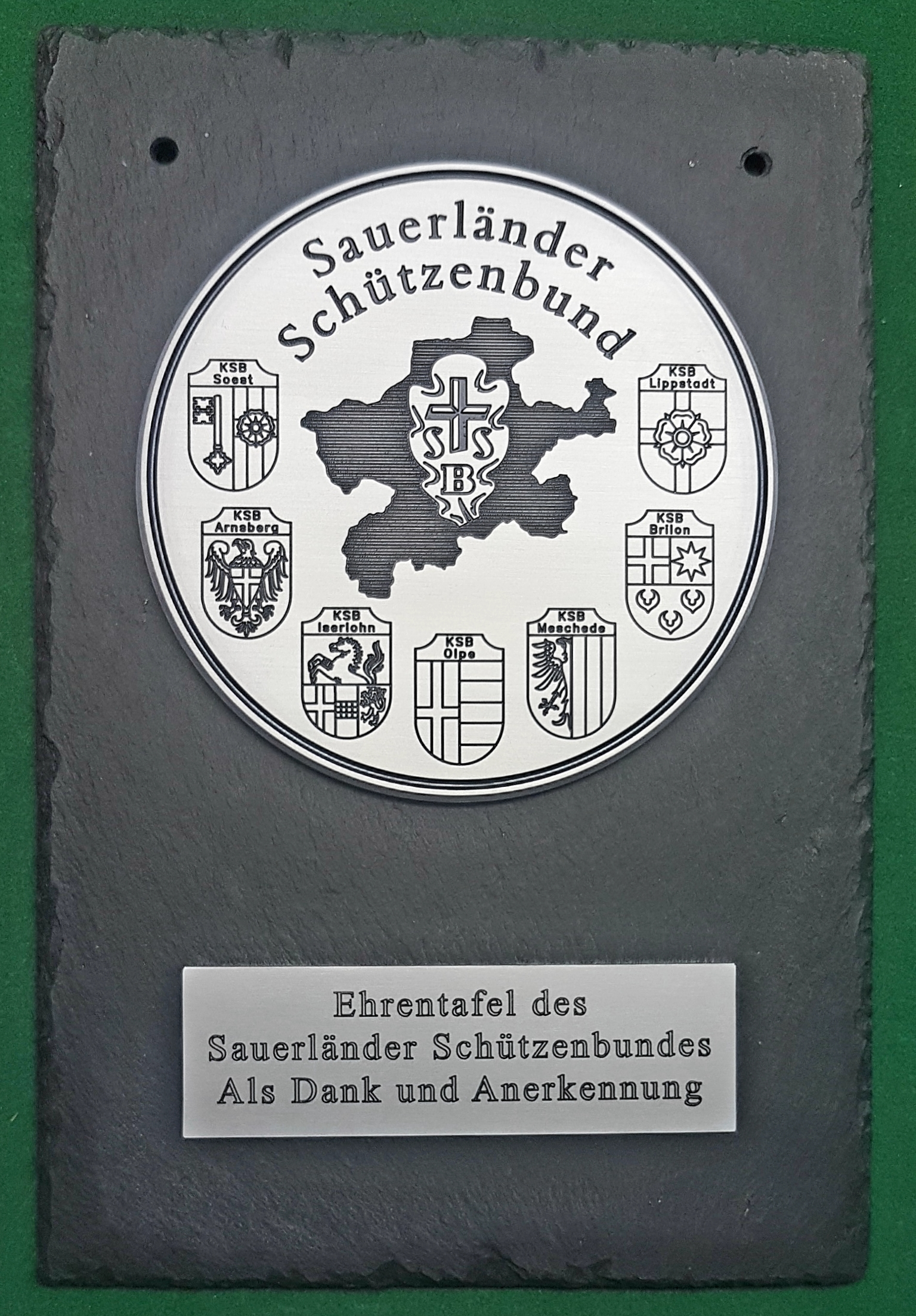
Neue Ehrentafel ab 2022

Als Dachverband versteht er sich heute als „Service-Organisation“ für seine Mitgliedsvereine. Er berät seine Mitglieder in allgemeinen, grundsätzlichen wirtschaftlichen und steuerlichen Fragen. Unter dem Leitspruch von „Glaube, Sitte, Heimat“ bündelt er die Interessen seiner Mitglieder und fördert so Eintracht und Bürgersinn.

## Bundesschützenfest
Alle drei Jahre findet an wechselnden Orten des Sauerlandes das Bundesschützenfest statt. Dort wird aus allen amtierenden Königen der Mitgliedsvereine der Bundeskönig und seit 1998 auch der Bundesjungschützenkönig ermittelt. Das erste Bundesschützenfest nach dem Zweiten Weltkrieg fand am 15. und 16. September 1954 in Schmallenberg statt.

### Liste aller Bundesschützenfeste

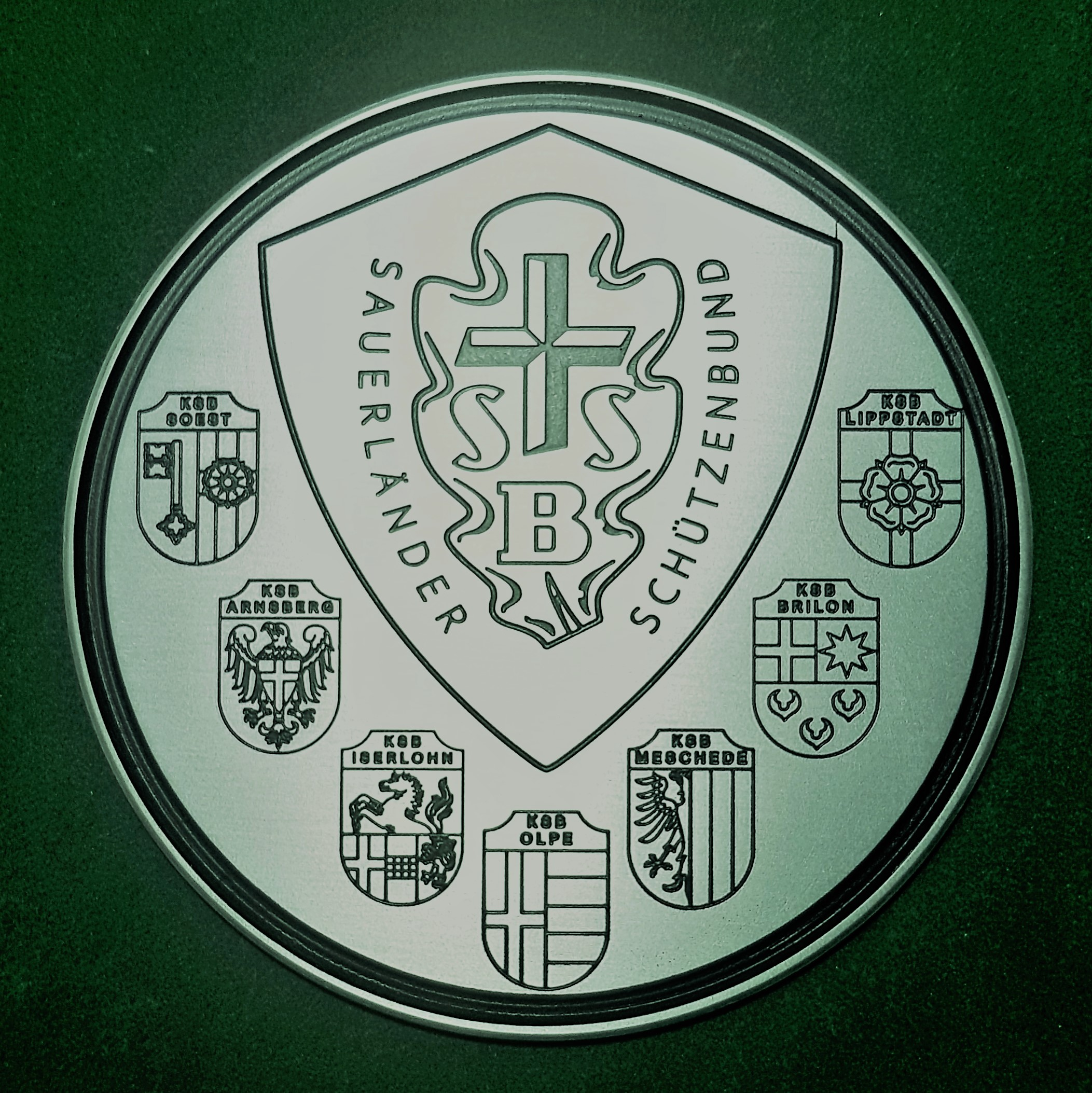
Wappen des Sauerländer Schützenbundes

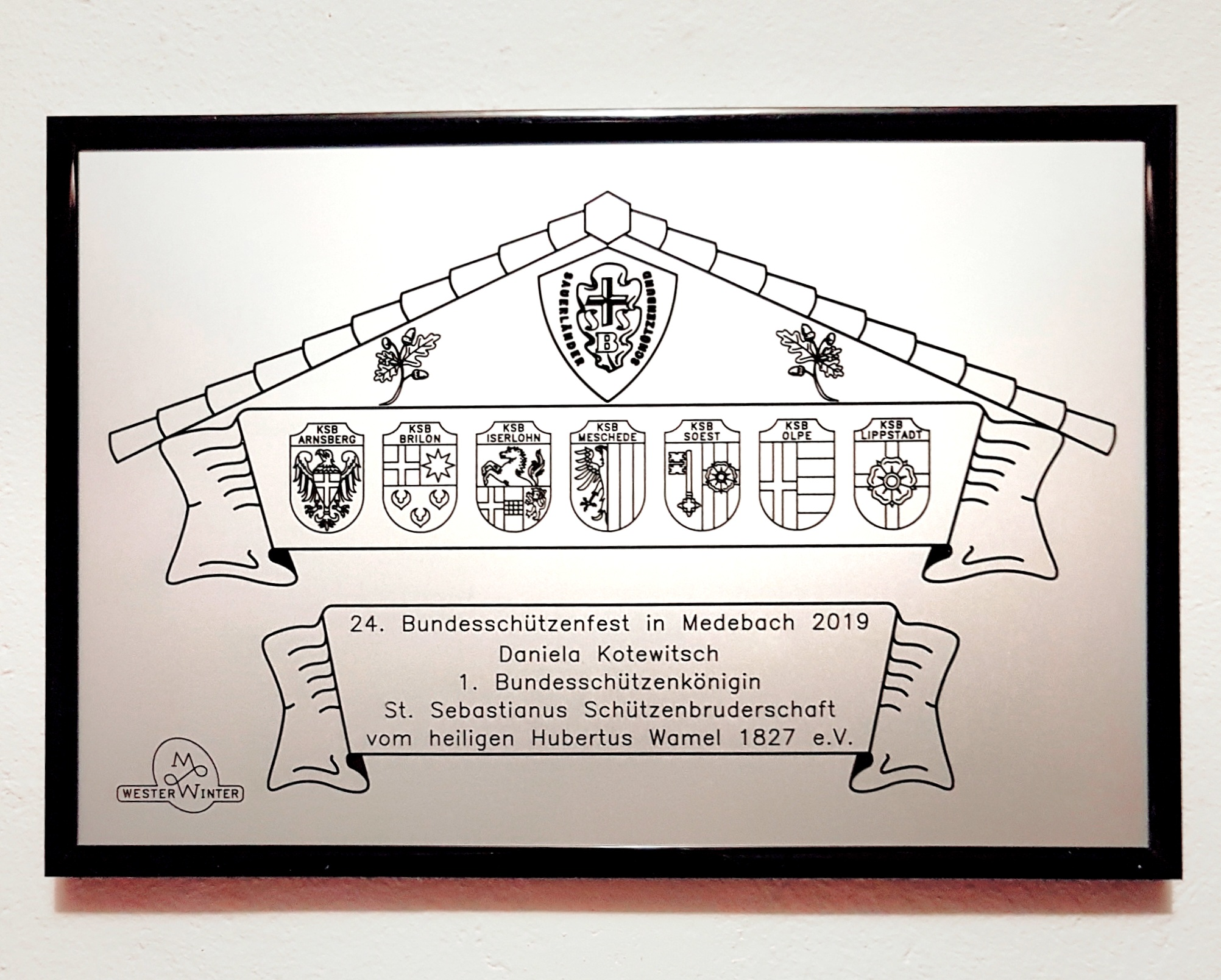
Wappentafel für die 1. Bundesschützenkönigin des SSB auf dem 24. Bundesschützenfest 2019 in Medebach

- 1954: Schmallenberg
- 1959: Brilon
- 1961: Warstein
- 1963: Anröchte
- 1965: Olpe
- 1967: Sundern
- 1969: Brilon
- 1971: Menden
- Wappentafel für die 1. Bundesschützenkönigin des SSB auf dem 24. Bundesschützenfest 2019 in Medebach1974: Anröchte
- 1977: Velmede
- 1980: Olpe
- 1983: Körbecke
- 1986: Medebach
- 1989: Anröchte
- 1992: Belecke
- 1995: Lendringsen
- 1998: Altenhundem
- 2001: Schmallenberg
- 2004: Menden (Sauerland)
- 2007:	Warstein
- 2010: Brilon
- 2013: Rüblinghausen
- 2016: Bad Westernkotten
- 2019: Medebach

### Liste der Bundesschützenkönige
| Jahr | Bundeskönig/in        | Mitregent/in             | Schützenverein                                                         | Bundesschützenfest |
| ---- | --------------------- | ------------------------ | ---------------------------------------------------------------------- | ------------------ |
| 2019 | Daniela Kotewitsch    | Matthias Kotewitsch      | St. Sebastianus Schützenbruderschaft vom hl. Hubertus Wamel 1827 e. V. | Medebach           |
| 2016 | Hendrik Günzel        | Svenja Ziss              | St. Sebastian Schützenbruderschaft Küntrop e. V.                       | Bad Westernkotten  |
| 2013 | Marc Schmoll-Stübecke | Insa Schmoll-Stübecke    | St. Sebastian Schützenbruderschaft Balve e. V.                         | Rüblinghausen      |
| 2010 | Johannes Schwarze     | Elena Pingel             | St. Ludgerus-Schützenbruderschaft Alme                                 | Brilon             |
| 2007 | Hans-Josef Leiper     | Ruth Leiper-Schäpermeier | Bürger-Schützenverein e. V. Geseke 1950                                | Warstein           |
| 2004 | Robert Lange          | Bettina Lange            | Schützenverein Schmerlecke Seringhausen                                | Menden             |
| 2001 | Jürgen Stahl          | Elisabeth Stahl          | St.-Matthäus Rüblinghausen                                             | Schmallenberg      |
| 1998 | Markus Biene          | Sandra Biene             | Schützenverein Hoinkhausen-Nettelstedt-Weickede                        | Altenhundem        |
| 1995 | Andreas Schröder      | Roswitha Schröder        | St. Sebastianus Medebach                                               | Lendringsen        |
| 1992 | Heribert Jakoby       | Marietta Jakoby          | St.-Hubertus Schützenverein Drewer                                     | Belecke            |
| 1989 | Manfred Nieder        | Eva-Maria Hesse          | St. Jakobus 1873 Heringhausen                                          | Anröchte           |
| 1986 | Franz Kolossa         | Barbara Kolossa          | St. Johannes Langenholthausen                                          | Medebach           |
| 1983 | Uwe Schwark           | Margareta Schwark        | St. Jakobus Stockum-Neuhaus                                            | Körbecke           |
| 1980 | Hubert Schäfer        | Lorli Humberg            | St. Sebastianus Medebach                                               | Olpe               |
| 1977 | Peter Hohmann         |                          | St. Antonius Ostwig                                                    | Velmede            |
| 1974 | Toni Schmelter        | Hertha Schmelter         | Schützenverein Oberhundem                                              | Anröchte           |
| 1971 | Heinrich Schötzke     | Elsbeth Turk             | Versetaler Schützenverein Werdohl-Eveking                              | Menden             |
| 1969 | Ernst Frisse          |                          | St. Peter und Paul Eslohe                                              | Brilon             |
| 1967 | Hubert Schröder       | Christa Schröder         | St. Anna Nuttlar                                                       | Sundern            |
| 1965 | Heinz Jütte           | Maria Struwe             | St. Pankratius Störmede                                                | Olpe               |
| 1963 | Herrmann Becker       | Regina Schladoth         | St. Hubertus Brilon                                                    | Anröchte           |
| 1961 | Horst Hammer          | Magdalena Hammer         | Junggesellenschützenverein Anröchte                                    | Warstein           |
| 1959 | Helmut Falke          | Marianne Hoppe           | Bürgerschützenverein Warstein                                          | Brilon             |
| 1956 | Alois Schröder        |                          | St. Hubertus Elleringhausen                                            | Schmallenberg      |

### Liste der Bundesjungschützenkönige
| Jahr | Bundesjungschützenkönig | Schützenverein                                                                  | Bundesschützenfest |
| ---- | ----------------------- | ------------------------------------------------------------------------------- | ------------------ |
| 2019 | Steffen Mangels         | St. Sebastianus Schützenbruderschaft vom hl. Hubertus Wamel 1827 e. V.          | Medebach           |
| 2016 | Sören Sauerteig         | Schützenverein Dedinghausen 1873 e. V.                                          | Bad Westernkotten  |
| 2013 | Dirk Mikolajczak        | Schützenbruderschaft u.d. Schutz des Hl. Geistes Hüsten von 1435 e. V.          | Rüblinghausen      |
| 2010 | Hubertus Sauerwald      | St. Johannes-Schützenbruderschaft Berge                                         | Brilon             |
| 2007 | Dominik Schumacher      | Schützenbruderschaft St. Clemens Friedhardtskrichen Herringhausen-Hellinghausen | Warstein           |
| 2004 | Sven Johanson           | Neuenrader Schützengesellschaft e. V.                                           | Menden             |
| 2001 | Thorsten Klipsch        | St. Hubertus Schützenbruderschaft Ramsbeck                                      | Schmallenberg      |
| 1998 | Uwe Hagendorff          | Schützenbruderschaft St. Maria Magdalena Bruchhausen                            | Altenhundem        |

## Mitglieder

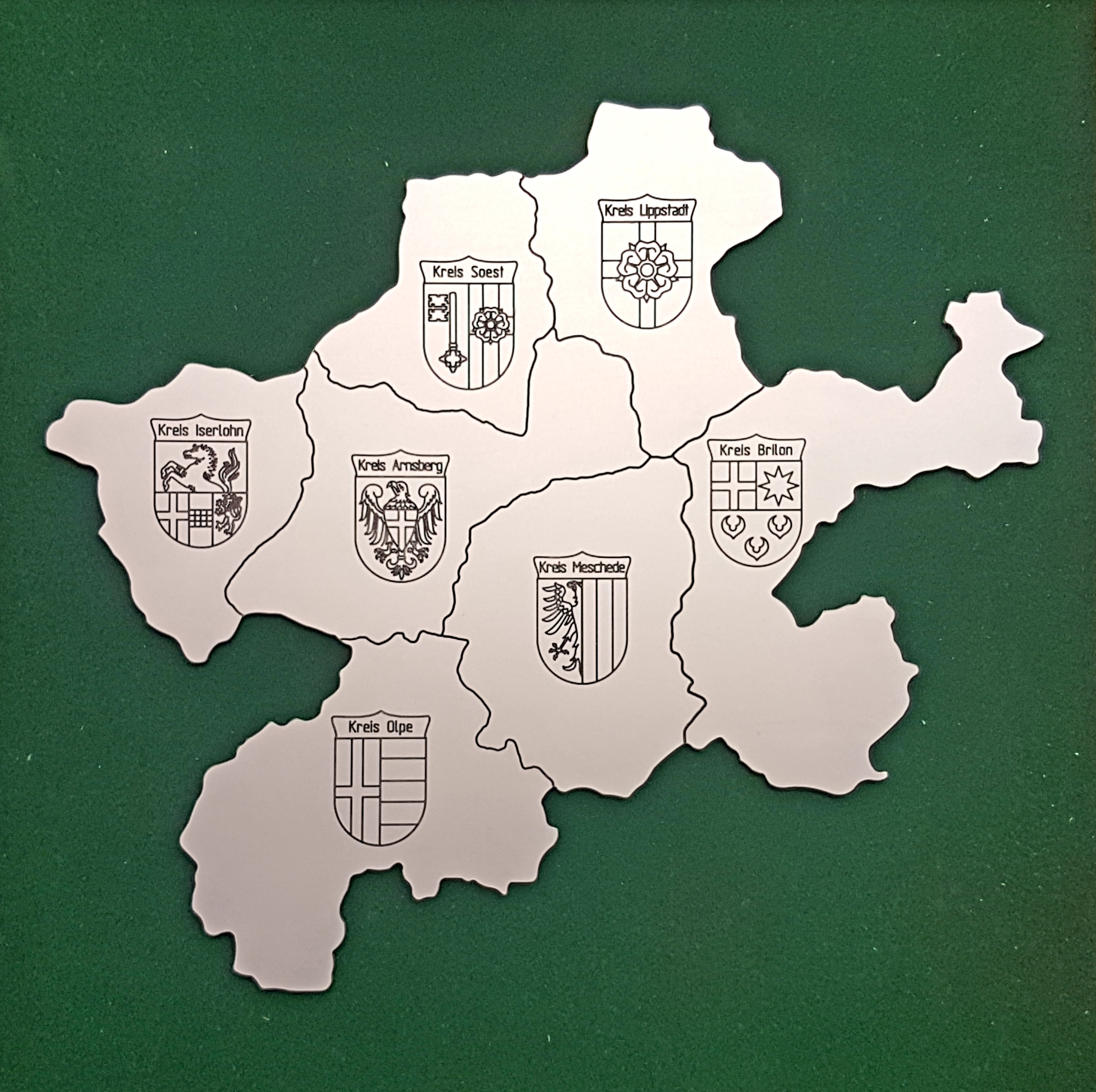
Einzugsgebiet der Kreisschützenbünde des Sauerländer Schützenbundes

Zurzeit sind hier sieben Kreisschützenbünden (KSB) organisiert:
- KSB Arnsberg
- KSB Brilon,
- KSB Iserlohn,
- KSB Lippstadt,
- KSB Meschede,
- KSB Olpe,
- KSB Soest

### Kreisschützenbund Arnsberg
Der Kreisschützenbund Arnsberg besteht aus den Schützenvereinen und Bruderschaften einiger Ämter und Städte des ehemaligen Kreises Arnsberg. Er wurde im Jahr 1929 gegründet. Kreisoberst ist Thomas Reiß.
Er umfasst die folgenden ehemaligen Ämter und Städte (siehe auch §§ 5–8, 36 Sauerland/Paderborn-Gesetz):
- Amt Balve
  - Schützenbruderschaft St. Sebastian Balve, auch korporatives Mitglied der Bund der historischen deutschen Schützenbruderschaften Leverkusen
  - Schützenbruderschaft St. Johannes Langenholthausen
  - Schützenbruderschaft Heilige Drei Könige Garbeck
  - Schützenbruderschaft St. Hubertus Beckum
  - Schützenbruderschaft St. Hubertus Volkringhausen
  - Schützenbruderschaft St. Antonius Eisborn
  - Schützenbruderschaft St. Hubertus Mellen
  - Schützenbruderschaft St. Petrus und Paulus Affeln
  - St. Sebastian Schützenbruderschaft Küntrop
  - Schützengesellschaft Neuenrade
- Amt Sundern
  - St. Franziskus Schützenbruderschaft e. V. Allendorf
  - St. Hubertus Schützenbruderschaft e. V. Amecke
  - Schützenbruderschaft St. Sebastian Endorf
  - Schützenbruderschaft St. Sebastian 1820 e. V. Hagen
  - St. Antonius Schützenbruderschaft Kloster Brunnen e. V.
  - St. Hubertus-St. Johannes Nepomuk Schützenbruderschaft Stockum e. V.
  - Schützenbruderschaft St. Hubertus 1631 e. V. Sundern
  - Schützenbruderschaft St. Agatha 1835 e. V. Westenfeld
- Amt Hüsten
  - Schützenbruderschaft St. Isidor Bachum
  - Schützenbruderschaft St. Maria Magdalena Bruchhausen
  - St. Georg Schützenbruderschaft Oelinghauserheide 1875 Dreisborn
  - Schützenbruderschaft St. Vinzentius Echthausen e. V.
  - Schützenbruderschaft St. Laurentius Enkhausen 1935 e. V.
  - Schützenbruderschaft St. Michael Hachen
  - Schützenbruderschaft unter dem Schutz des hl. Antonius Eremit e. V. Herdringen
  - Schützenbruderschaft St. Sebastian 1826 e. V. Hövel
  - St. Johannes Evangelist Schützenbruderschaft 1824 Holzen e. V.
  - Schützenbruderschaft St. Antonius Langscheid/Sorpesee e. V.
  - Schützenbruderschaft St. Hubertus Müschede e. V.
  - St. Stephanus Schützenbruderschaft 1912 Niedereimer
  - Schützenbruderschaft St. Hubertus Stemel 1876 e. V.
  - Schützenbruderschaft St. Johannes Baptist Voßwinkel
  - Schützenbruderschaft St. Franziskus Xaverius e. V. Wennigloh
- Amt Freienohl
  - Schützenbruderschaft St. Hubertus Breitenbruch e. V.
  - St. Nikolaus Schützenbruderschaft 1702 Freienohl e. V.
  - Schützenbruderschaft St. Martinus Hellefeld e. V.
  - Schützenbruderschaft Heilige Drei Könige e. V. Linnepe
  - Schützenbruderschaft St. Nikolaus Meinkenbracht e. V.
  - St.Sebastianus Schützenbruderschaft 1766 e. V. Oeventrop
  - Schützengesellschaft Rumbeck / Stadtbruch e. V.
  - Schützenverein Uentrop e. V.
- Amt Warstein
  - St. Sebastianus Schützenbruderschaft 1823 Allagen e. V.
  - Bürgerschützengesellschaft Belecke/Möhne e. V.
  - Schützenbruderschaft Hirschberg e. V.
  - Schützenbruderschaft St. Peter und Paul e. V. Mülheim/Möhne
  - St. Johannes Schützenbruderschaft 1749 e. V. Niederbergheim/Möhne
  - Schützenbruderschaft St. Georg 1833 e. V. Sichtigvor
  - Schützenbruderschaft St. Antonius 1870 e. V. Waldhausen
  - Bürgerschützengesellschaft Warstein e. V.
  - St. Sebastianus Junggesellenschützen Bruderschaft Warstein
- Stadt Neheim-Hüsten
  - Siedler- und Schützengemeinschaft Bergheim e. V. 1932
  - Schützenbruderschaft Hüsten unter dem Schutz des Heiligen Geistes
  - Schützenverein Moosfelde e. V.
  - Schützenbruderschaft St. Johannes Baptist Neheim 1607 e. V.
- Stadt Arnsberg
  - Arnsberger Bürgerschützen-Gesellschaft e. V.
  - Schützenbruderschaft St. Hubertus Arnsberg e. V., Muffrika
  - Schützenverein Schreppenberg e. V.

### Kreisschützenbund Brilon
Gegründet wurde der KSB Brilon am 17. Februar 1929 in Bigge.
Gegliedert ist er in sechs Stadtverbände mit zurzeit 68 Vereinen mit 30.018 Mitgliedern (Stand: Februar 2006):
- Stadtverband Brilon
  - St. Ludgerus-Schützenbruderschaft Alme e. V.
  - St. Sebastian-Schützenbruderschaft Nieder-Alme e. V.
  - Heimatverein Altenbrilon 1950 e. V.
  - Schützenbruderschaft St. Johannes e. V. Altenbüren
  - Schützenbruderschaft St. Vitus 1883 e. V. Bontkirchen
  - St. Hubertus Schützenbruderschaft 1417 Brilon e. V.
  - Heimatschutzverein Brilon-Wald e. V.
  - St. Bernhardus Schützenbruderschaft 1913 Esshoff e. V.
  - Schützenbruderschaft St. Hubertus Hoppecke 1850 e. V.
  - Schützenbruderschaft St. Margaretha Madfeld 1853 e. V.
  - St. Vitus Schützenbruderschaft Messinghausen 1835 e. V.
  - St. Hubertus Schützenbruderschaft Nehden 1858 e. V.
  - Heimat- und Schützenverein Petersborn-Gudenhagen 1956 e. V.
  - Schützenverein Radlinghausen e. V.
  - St. Hubertus Schützenbruderschaft 1919 Rixen e. V.
  - Schützenbruderschaft St. Laurentius Rösenbeck e. V.
  - St. Josef-Schützenbruderschaft Scharfenberg 1820 e. V.
  - St. Hubertus Schützenbruderschaft Thülen 1826 e. V.
  - Schützenbruderschaft St. Anna Wülfte 1828 e. V.
- Stadtverband Hallenberg
  - Schützenbruderschaft St. Antonius 1908 e. V. Braunshausen
  - Schützengesellschaft 1827 e. V. Hallenberg
  - Schützenbruderschaft St. Hubertus 1878 e. V. Hesborn
  - Schützenbruderschaft St. Hubertus 1898 e. V. Liesen
- Stadtverband Marsberg
  - Schützenbruderschaft St. Markus 1849 e. V. Beringhausen
  - Bürgerschützenverein Bredelar
  - Schützenverein Erlinghausen
  - Schützenbruderschaft St. Sebastian 1829 e. V. Giershagen
  - Schützenbruderschaft St. Sebastian 1895 e. V. Helminghausen
  - Schützenbruderschaft St. Sturmius Leitmar
  - Schützenbruderschaft St. Magnus 1843 e. V. Niedermarsberg
  - Schützenbruderschaft St. Peter und Paul 1448 e. V. Obermarsberg
  - Schützenverein Padberg
  - Schützenbruderschaft St. Johannes 1453 e. V. Udorf
  - Schützenbruderschaft St. Vitus 1873 e. V. Westheim
- Stadtverband Medebach
  - Schützenbruderschaft St. Johannes 1964 e. V. Berge
  - Schützenbruderschaft St. Johannes 1869 e. V. Deifeld
  - Schützenbruderschaft St. Hubertus 1903 Dreislar
  - Bürgerschützenverein Düdinghausen
  - Schützenverein St. Hubertus 1965 e. V. Küstelberg
  - St. Sebastianus-Schützenbruderschaft 1486 Medebach e. V.
  - Schützenbruderschaft St. Engelbertus 1889 e. V. Medelon
  - Schützenbruderschaft St. Antonius 1874 e. V. Oberschledorn
  - Schützenbruderschaft St. Sebastian 1891 e. V. Referinghausen
  - Schützenbruderschaft St. Antonius 1904 e. V. Titmaringhausen
- Stadtverband Olsberg
  - Schützenbruderschaft St. Sebastian 1871 e. V. Antfeld
  - Schützenbruderschaft St. Liborius 1871 e. V. Assinghausen
  - Schützenbruderschaft St. Sebastian 1864 e. V. Bigge
  - Schützenbruderschaft St. Cyriakus 1872 e. V. Bruchhausen
  - Schützenbruderschaft St. Sebastian Brunskappel
  - Schützenbruderschaft St. Hubertus 1882 e. V. Elleringhausen
  - Schützenbruderschaft St. Laurentius Elpe
  - Schützenbruderschaft St. Hubertus 1872 e. V. Gevelinghausen
  - Schützenbruderschaft St. Hubertus Helmeringhausen
  - Schützenbruderschaft St. Michael Olsberg
  - Schützenbruderschaft St. Antonius 1872 e. V. Wiemeringhausen
  - Schützenbruderschaft St. Nikolaus 1872 e. V. Wulmeringhausen
- Stadtverband Winterberg
  - Schützenverein Harmonie Altastenberg
  - Heimat- und Schützenverein Altenfeld-Walbecke
  - Schützenverein Elkeringhausen 1905 e. V.
  - Schützenverein St. Hubertus Grönebach 1887 e. V.
  - Schützenbruderschaft St. Sebastian Hildfeld
  - Schützenverein Langewiese 1874 e. V.
  - Schützenverein Neuastenberg 1875 e. V.
  - Schützenbruderschaft St. Hubertus Niedersfeld 1888 e. V.
  - Schützenbruderschaft St. Johannes 1876 e. V. Siedlinghausen
  - Schützenbruderschaft St. Hubertus 1889 e. V. Silbach
  - Schützengesellschaft 1825 e. V. Winterberg
  - Schützenbruderschaft St. Hubertus Züschen 1876 e. V.

### Kreisschützenbund Lippstadt
Gegründet wurde der Kreisschützenbund Lippstadt am 14. April 1934 in Lippstadt. Dem Schützenbund für das kurkölsche Sauerland trat man am 7. Juli 1934 bei. Zum Kreisschützenbund gehörten damals Vereine aus der Stadt Lippstadt, den Ämtern Altenrüthen, Anröchte, Erwitte, Störmede sowie aus der lippischen Exklave, die Vereine Lipperode und Cappel.
Heute gehören ihm 66 Bruderschaften und Vereine mit 20.000 Mitgliedern aus der Gemeinde Anröchte, der Stadt Erwitte, der Stadt Geseke, dem Amt Störmede, der Stadt Lippstadt und der Stadt Rüthen an.

### Kreisschützenbund Olpe
Der Kreisschützenbund Olpe wurde wahrscheinlich unter dem Namen „Schützenbund für den Kreis Olpe“ am 8. Juli 1923 in Finnentrop gegründet. Es existieren keine Gründungsprotokolle mehr, allerdings weisen Zeitungsberichte im Sauerländischen Volksblatt darauf hin. Mitglieder sind 72 Schützengemeinschaften (Schützenbruderschaften, Schützenvereine und Schützengesellschaften)
des Kreises Olpe.
- Schützenverein St. Sebastian 1908 e. V. Albaum
- Schützenverein 1861 e. V. Altenhundem
- Schützenverein St. Josef 1950 e. V. Altenkleusheim
- Schützengesellschaft 1222 e. V. Attendorn
- Schützenverein von 1879 e. V. Bamenohl
- Schützenverein 1905 e. V. Benolpe
- Schützenbruderschaft St. Josef 1920 e. V. Berlinghausen
- Schützenverein St. Hubertus 1938 e. V. Biekhofen
- Schützenverein 1890 e. V. Bilstein
- Schützenbruderschaft St. Josef 1924 e. V. Bleche
- Schützenverein St. Matthias 1949 e. V. Brün
- Schützenverein St. Josef 1904 Dahl-Friedrichsthal
- Schützenverein St. Clemens 1976 e. V. Drolshagen
- Schützenbruderschaft St. Sebastianus Dünschede 1884 e. V.
- Schützenverein St. Helena 1919 e. V. Elben
- Schützenverein St. Jakobus 1873 e. V. Elspe
- Schützenverein St. Margareta e. V. Ennest
- Bürgerschützenverein 1921 e. V. Finnentrop
- St. Franziskus-Xaverius Schützenverein Frenkhausen 1912 e. V.
- Schützenbruderschaft St. Matthias Fretter 1860 e. V.
- Schützenverein St. Blasius 1865 e. V. Grevenbrück
- Schützenverein St. Hubertus 1921 e. V. Halberbracht
- Schützenverein 1867 e. V. Heggen
- Schützenverein St. Antonius 1921 Heid
- Schützenverein Heinsberg e. V.
- Schützenbruderschaft St. Sebastian Helden 1949 e. V.
- Schützenbruderschaft St. Antonius Hillmicke 1907 e. V.
- Heimatschutzverein 1919 e. V. Hofolpe-Heidschott
- Heimatschützenverein 1929 e. V. Hülschotten
- Schützenverein Zur Listertalsperre e. V. Hunswinkel
- Schützenbruderschaft St. Antonius Iseringhausen 1898 e. V.
- Schützenverein Kirchhundem 1908 e. V.
- Schützenverein St. Hubertus 1901 e. V. Kirchveischede
- Schützenverein 1904 e. V. Kohlhagen, Brachthausen
- Schützenverein Langenei-Kickenbach e. V.
- Schützenbruderschaft St. Anna Lenhausen 1818 e. V.
- Schützengesellschaft St. Jakobus Lichtringhausen 1927 e. V.
- Listerscheider Schützenverein 1868 e. V.
- Schützenverein St. Rochus 1904 e. V. Lütringhausen
- Schützenverein St. Antonius 1953 e. V. Marmecke
- Schützenverein St. Sebastian 1920 Maumke e. V.
- Schützenverein 1609 e. V. Meggen
- Schützenverein 1951 e. V. Milchenbach
- Heimatschutzverein St. Georg 1956 e. V. Neger
- Schützenverein St. Augustinus Neu-Listernohl 1893 e. V.
- Schützenverein St. Michael 1952 e. V. Oberveischede
- Schützenverein St. Quirinus 1935 e. V. Oberelspe
- Schützenverein Oberhundem 1870 e. V.
- Schützenverein St. Michael Oberveischede 1952 e. V.
- Schützenbruderschaft St. Burchard 1844 e. V. Oedingen
- Schützenverein St. Sebastianus Schützenverein Olpe e. V.
- Schützenverein Rahrbach-Kruberg e. V.
- Schützenverein St. Josef 1900 e. V. Rehringhausen
- Heimatschutzverein St. Hubertus Rhode e. V.
- Schützenverein 1921 e. V. Römershagen
- Schützenbruderschaft St. Antonius Rönkhausen 1892 e. V.
- Schützenverein St. Matthäus 1893 Rüblinghausen
- Schützenverein 1609 e. V. Saalhausen
- Schützenverein St. Johannes 1903 Saßmicke
- Schützenverein St. Elisabeth 1919 Schönau-Altenwenden
- Schützenbruderschaft St. Sebastianus Schönholthausen-Ostentrop 1818 e. V.
- Schützenverein St. Laurentius e. V. Schreibershof
- Schützenbruderschaft St. Johannes Serkenrode 1818 e. V.
- Schützenverein St. Siegfried 1924 e. V. Sondern
- Schützenverein 1950 e. V. Sporke-Hespecke
- St. Hubertus-Schützenverein der Schulgemeinde Thieringhausen
- Schützenverein Valbert gegr. vor 1582 e. V.
- Schützenverein 1908 e. V. Welschen Ennest
- Schützenbruderschaft St. Sebastian Weringhausen 1927 e. V.
- Schützenbruderschaft St. Antonius Windhausen 1908 e. V.
- Schützenverein 1925 e. V. Würdinghausen

### Kreisschützenbund Meschede
Der Kreisschützenbund Meschede ist in vier Stadt- beziehungsweise Gemeindeverbände unterteilt. Dies sind:
- Gemeindeverband Bestwig (6 Bruderschaften)
- Gemeindeverband Eslohe (7 Bruderschaften)
- Stadtverband Meschede (7 Bruderschaften, 1 Heimatschutzverein, 1 Schützengemeinschaft)
- Stadtverband Schmallenberg (13 Bruderschaften, 4 Schützenvereine, 3 Schützengesellschaften)

Die Mitgliedsvereine sind im Einzelnen (nur Orte):
1. Gemeindeverband Bestwig
- Andreasberg
- Heringhausen
- Nuttlar
- Ostwig
- Ramsbeck
- Velmede-Bestwig

2. Gemeindeverband Eslohe
- Bremke
- Cobbenrode
- Eslohe
- Kückelheim
- Reiste
- Salwey
- Wenholthausen

3. Stadtverband Meschede
- Berge-Visbeck
- Calle
- Eversberg
- Grevenstein
- Heinrichsthal-Wehrstapel
- Meschede
- Meschede-Nord
- Olpe
- Remblinghausen
- Wennemen-Bockum-Stockhausen

4. Stadtverband Schmallenberg
- Altenilpe-Sellinghausen
- Berghausen
- Bödefeld
- Bracht
- Dorlar
- Fleckenberg
- Fredeburg
- Gleidorf
- Grafschaft
- Holthausen
- Kirchrarbach
- Kückelheim
- Lenne
- Nordenau
- Oberhenneborn
- Oberkirchen
- Obersorpe
- Schmallenberg
- Westfeld
- Wormbach

## Mitgliedschaften und Kooperationen
Das sportliche Schießen der Vereine des SSB macht ein 1969 geschlossener Partnerschaftsvertrag mit dem Westfälischen Schützenbund möglich. Darüber hinaus pflegt der Sauerländer Schützenbund gute Kontakte zu den großen Schützenverbänden Nordrhein-Westfalens und ist seit 1980 Mitglied der EGS, der Europäischen Gemeinschaft Historischer Schützen. Seit 1992 ist der SSB beim Amtsgericht Meschede im Vereinsregister eingetragen.